# Daṇḍin
Daṇḍin a fost un scriitor indian de limba sanscrită, care a trăit prin secolul al VII-lea.
A scris romanele Daśakumāracarita ("Întâmplările celor zece prinți") și Avantīsundarīkathā ("Poveste despre frumoasa din Avantī").
A realizat un compendiu al artei poetice clasice: Kāvyādarśa ("Oglinda poeziei").